# 李毓華
李毓華（1897年—1963年1月23日），號雪夫。興安省人。民國37年（1948年）在興安省選區當選第一屆立法委員

## 生平[1]
- 俄京彼得格拉大學畢業
- 巴黎法政專校畢業
- 駐俄、德、法使館秘書
- 駐海參威總領事
- 駐俄代辦交通部、郵政總局局長
- 民國52年1月23日病故[2]